# Inverno
Inverno ist eine italienische Thrash-Metal-Band aus Vicenza, die 2008 gegründet wurde.

## Geschichte
Die Band wurde im Sommer 2008 gegründet und bestand aus dem Schlagzeuger Davide Cupani, dem Gitarristen und Sänger Frigo Riccardo, dem Bassisten Marco Burrometo und dem Gitarristen und Sänger Pier Paolo Projer. Nach einem Jahr, das hauptsächlich mit lokalen Auftritten verbracht wurde, erschien ein erstes Demo unter dem Namen Thrashformers. Danach schlossen sich weitere Konzerte an, unter anderem als Vorgruppe für Paul Di’Anno. 2011 erschien das Debütalbum Thrashgressive in Eigenveröffentlichung. Im September und Oktober 2011 begab sich die Band in das Music City Studio in Montebelluna, um ihr zweites Album aufzunehmen. Nachdem die Band im April 2012 einen Plattenvertrag bei Punishment 18 Records unterzeichnet hatte, erschien im selben Jahr das selbstbetitelte Album.

## Stil
In seiner Rezension zum selbstbetitelten Album schrieb Andreas Schiffmann von musikreviews.de, dass die Band sich am US-amerikanischen Thrash Metal im Stil der frühen Megadeth, Nuclear Assault und EvilDead orientiert. Die Musik werde jedoch schnell eintönig, was auch durch den beschränkten Gesang Riccardos bewirkt werde. Auf dem Album sample die Band zudem Adolf Hitler.

## Diskografie
- 2009: Thrashformers (Demo, Eigenveröffentlichung)
- 2011: Thrashgressive (Album, Eigenveröffentlichung)
- 2012: Inverno (Album, Punishment 18 Records)